# David Wall
David Wall (Chiswick, 15 de marzo de 1946 - ibídem, 18 de junio de 2013) fue un bailarín de ballet británico que, a la edad de 21 años, se convirtió en el hombre más joven en la historia de  Ballet Real de Londres.

## Primeros años y estudios
Wall nació en Chiswick, Londres y fue a la escuela primaria en Windsor. Estudió en la Royal Ballet School y posteriormente se unió al Ballet Real de Londres.

## Carrera
A la edad de 20 años, fue promovido a solista y un año después se convirtió en el hombre más joven en la historia de The Royal Ballet, donde permaneció hasta 1970.
Wall fue compañero de baile frecuente de Margot Fonteyn. En 1977, ganó el premio Evening Standard al Logro Sobresaliente en Danza. Wall se retiró de The Royal Ballet en 1984 y fue galardonado con la CBE.
En 1985 se unió a la Royal Academy of Dancing, donde fue director y secretario general hasta 1991. Después de esto se convirtió en répétiteur invitado con London City Ballet, y se unió a English National Ballet, como maestro de ballet en 1995.
Hay una estatua de 1975, llamada "Jete" por Enzo Plazzotta basado en David Wall, en la esquina de las calles 46-57 de Millbank, Westminster, Londres.

## Vida personal
Wall se casó con Alfreda Thorogood, una compañera bailarina, en 1967. Se conocieron cuando Wall tenía diez años de edad y ambos eran estudiantes de la Royal Ballet School. Tuvieron dos hijos juntos, Daniel y Annelise.
Murió de cáncer en su casa junto a sus familiares en Croydon, Londres, el 18 de junio de 2013.